# Харчова інженерія

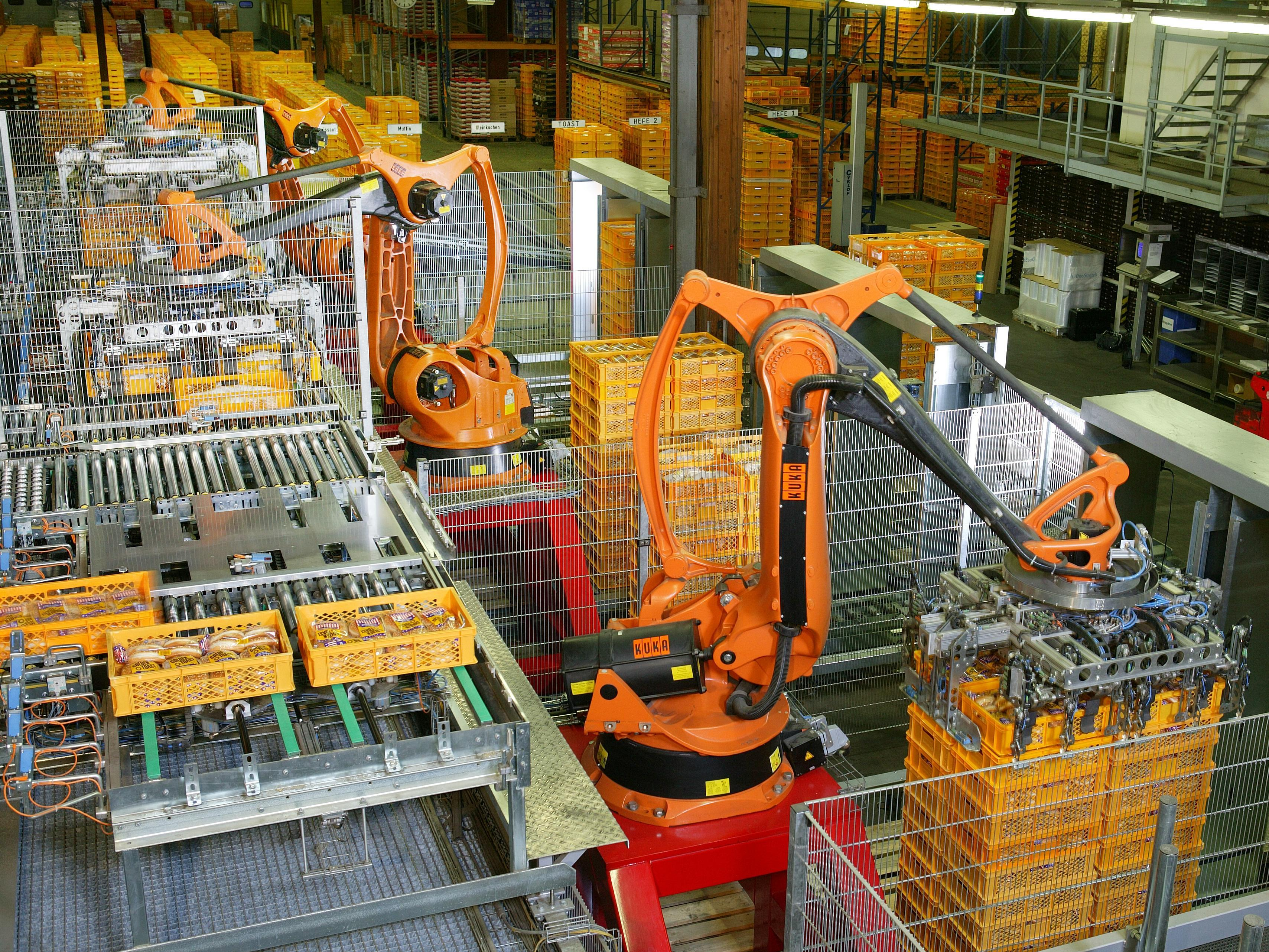
Хлібзавод в Німеччині

Харчова інженерія (англ. Food engineering) — це міждисциплінарна прикладна наука, що досліджує застосування інженерних принципів і концепцій до будь-якого аспекту виробництва харчових продуктів, включаючи будівництво об'єктів для їх виробництва.
В цілому, поняття харчова інженерія охоплює широке поле діяльності, включаючи застосування інженерних принципів в будь-якому аспекті харчової промисловості, наприклад, в приладобудуванні, виробничих процесах, ремонті та експлуатації харчового обладнання, пакування та зберігання продуктів, здійснення контролю за виробництвом та розповсюдження харчових продуктів.